# Пам'ятні знаки жертвам націонал-соціалістичного режиму в Мюнхені

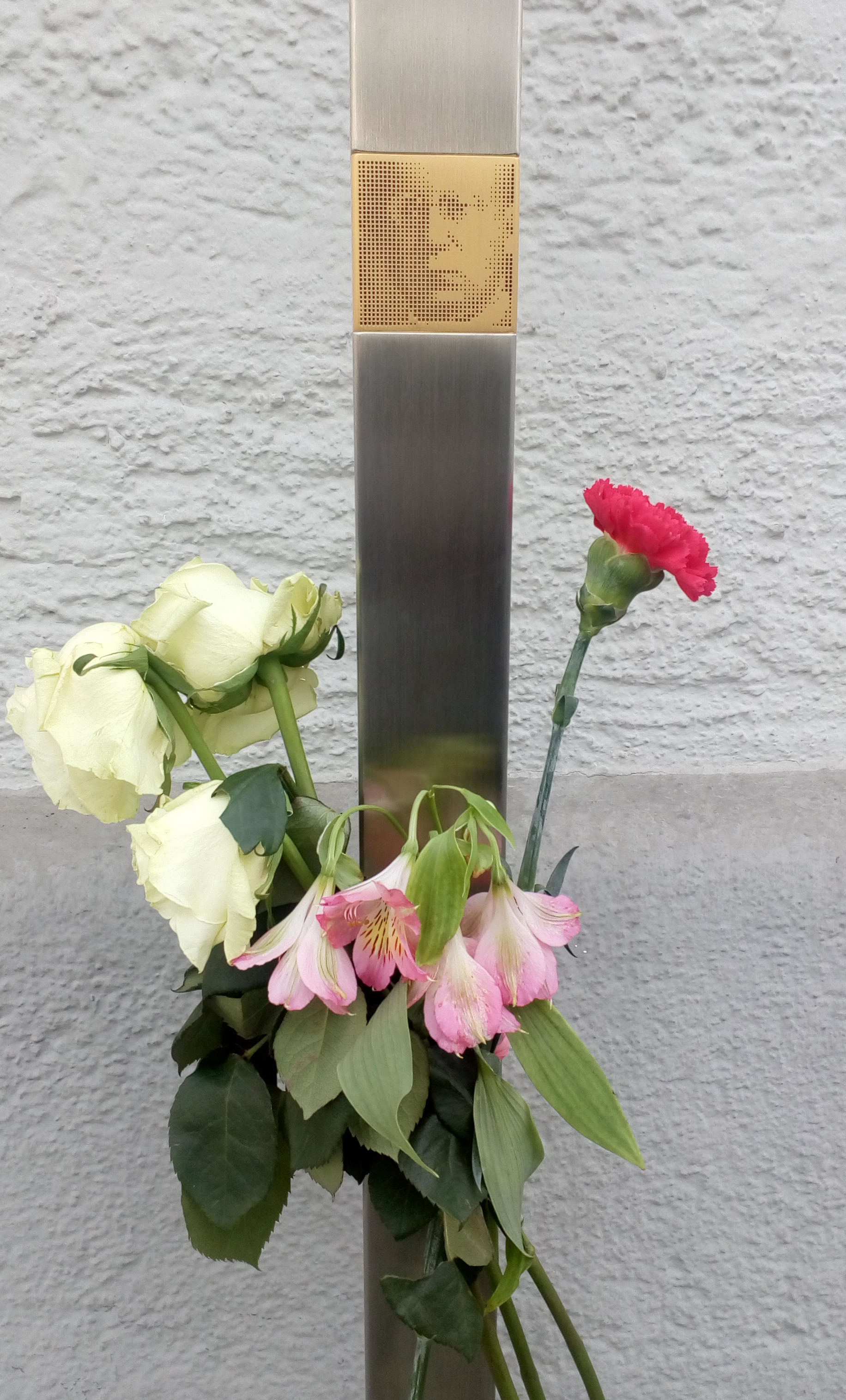
Пам'ятний знак присвячений Майклу Штріху

Пам'ятні знаки жертвам націонал-соціалістичного режиму в Мюнхені — це 280 меморіальних дошок та стел (станом на 23 травня 2025 року), встановлених з 2018 року, які вшановують пам'ять приблизно 10 000 громадян Мюнхену - чоловіків, жінок та дітей, убитих націонал-соціалістами між 1933 і 1945 роками. Пам'ятні дошки були встановлені на будинках, де жили або працювали жертви. Стели розміщені перед ним. Вони показують – де це можливо – растрове зображення жертв, надають інформацію про дати їхнього життя та переслідування вбитих за часів націонал-соціалізму. Спеціально створений інтернет-застосунок дозволяє отримати доступ до відповідних місць розташування пам'ятних знаків та дізнатися історії життя жертв.

## Цитата
|                                           | Я сподіваюся, що пам'ятні знаки будуть відповідати своїй назві. Вони повинні вшановувати пам'ять вбитих і показувати приклад - «Ніколи знову!» |
| — Дітер Райтер, головний мер міста Мюнхен | |

## Суперечка навколо Каменів спотикання в Мюнхені
Штольперштайне (Камені спотикання) та пам'ятні знаки мають одну й ту ж мету: вшанувати пам'ять мюнхенців, убитих націонал-соціалістами між 1933 і 1945 роками. Однак, камені спотикання як форма пам'яті були рішуче відкинуті, особливо Мюнхенською ізраїльською громадою. Її очільниця Шарлотта Кноблох заявила, що це неприйнятно, щоб імена єврейських жертв націонал-соціалізму кидали «у вуличний бруд» і топтали ногами. Міська рада не хотіла ігнорувати таке ставлення найбільшої групи жертв і у 2015 році переважною більшістю проголосувала проти Штольперштайне у Мюнхені. Натомість були встановлені Пам'ятні знаки на колишніх будинках жертв націонал-соціолізму. Штольперштайне можна укладати лише на території приватної власності в Мюнхені.

## Пам'ятні знаки
Процес встановлення меморіалів ще не завершений. Станом на 23 травня 2025 року встановлено 280 пам'ятних знаків

## Вебпосилання
- Офіційний вебдодаток міста Мюнхен для пошуку пам'ятних знаків: Веб-додаток
- Координаційний центр пам'ятних знаків жертвам націонал-соціалістичного режиму в Мюнхені на сайті muenchen.de